# 熊本市立武蔵小学校
熊本市立武蔵小学校（くまもとしりつ むさししょうがっこう）は、熊本県熊本市北区武蔵ケ丘三丁目にある公立小学校。

## 沿革
- 1977年（昭和52年） - 熊本市立楠小学校より分離し開校

## 歴代校長
- 1977年（昭和52年） - 初代校長 山田文吉
- 1983年（昭和58年） - 第2代校長 川上久雄
- 1987年（昭和62年） - 第3代校長 清原正光
- 1990年（平成2年） - 第4代校長 松本寛
- 1992年（平成4年） - 第5代校長 成松一生
- 1994年（平成6年） - 第6代校長 守田幹郎
- 1997年（平成9年） - 第7代校長 久島龍彦
- 1999年（平成11年） - 第8代校長 野中昶
- 2001年（平成13年） - 第9代校長 松村順三
- 2004年（平成16年） - 第10代校長 竹中榮次郎
- 2008年（平成20年） - 第11代校長 村上耕一
- 2013年（平成25年） - 第12代校長 前田由美

## 学校周辺
- 九州旅客鉄道豊肥本線 武蔵塚駅
- 菊陽町立武蔵ケ丘小学校